# Alessandro Amitrano
Alessandro Amitrano (Nápoles, 7 de julio de 1989) es un político y periodista italiano.

## Biografía
Fue elegido diputado para la XVIII legislatura de la República Italiana con miembro del Movimiento 5 Estrellas. El 26 de junio de 2018 fue elegido Secretario Presidencial de la cámara de diputados, convirtiéndose en el más joven en ocupar este cargo.